# Ларино (Уйский район)
Ла́рино — село в Уйском районе Челябинской области. Административный центр Ларинского сельского поселения.

## География
Расстояние до районного центра, села Уйского, — 23 км. 

## История
Село было основано в середине XVIII века и первоначально называлось посёлком Кулахтинским, по реке Кулахте. В 1920 году посёлок был переименован в Ларино в честь первого председателя сельсовета С. Т. Ларина.

## Население
| 2002 | 2010  |
| ---- | ----- |
| 1958 | ↘1767 |

По данным Всероссийской переписи, в 2010 году численность населения села составляла 1767 человек (803 мужчины и 964 женщины).
Проживают русские, башкиры.

## Улицы
Уличная сеть села состоит из 15 улиц, 17 переулков и 1 проспекта.

## Религия
Православные храмы
- Церковь Николая Чудотворца